# Mehrauli
Mehrauli  (hindi: महरौली, Urdu: مہرؤلی, punjabi: ਮਹਰੌਲੀ)  är en medelstor stadsdel i nära anslutning till Qutab Minar-komplexet i sydvästra Delhi i norra Indien. Den ligger nära staden Gurgaon.